# Ajmonia psittacea
Ajmonia psittacea är en spindelart som först beskrevs av Schenkel 1936.  Ajmonia psittacea ingår i släktet Ajmonia och familjen kardarspindlar. Inga underarter finns listade i Catalogue of Life.